# Mulheres ao Espelho
Mulheres Ao Espelho é o terceiro álbum de estúdio da cantora de fado portuguesa Aldina Duarte. Foi lançado em 2008 pela editora criada pela própria artista, a Roda-Lá Music.
 
Contém 11 faixas em que a última, "Mãe", a ser a declamação de um poema.  Aldina Duarte presta homenagem neste trabalho a Maria José da Guia, que morreu no ano de 1992, interpretando “Bairro divino”, a Hermínia Silva, que faleceu no ano seguinte, a 13 de Junho, cantando “A rua mais lisboeta” e ainda a Lucília do Carmo, que morreu em 1999, através do tema “Não vou, não vou”.

## Faixas
1. "No Fim"
2. "Princesa Prometida"
3. "Não Vou, Não Vou" '(Júlio de Sousa/Mário Moniz Pereira)
4. "Uma Amante"
5. "Uma Noiva"
6. "A Rua Mais Lisboeta" (Lourenço Rodrigues/Vasco Macedo)
7. "Quadras De Amor Errante"
8. "Paraíso Anunciado"
9. "O Amor Não Se Desata"
10. "Barro Divino" (Álvaro Duarte Simões)
11. "Mãe"